# Du Quoin
Du Quoin é uma cidade localizada no estado americano de Illinois, no Condado de Perry.

## Demografia
Segundo o censo americano de 2000, a sua população era de 6448 habitantes.
Em 2006, foi estimada uma população de 6427, um decréscimo de 21 (-0.3%).

## Geografia
De acordo com o United States Census Bureau tem uma área de
18,0 km², dos quais 17,8 km² cobertos por terra e 0,2 km² cobertos por água. Du Quoin localiza-se a aproximadamente 141 m acima do nível do mar.

## Localidades na vizinhança
O diagrama seguinte representa as localidades num raio de 16 km ao redor de Du Quoin.